# Deutsche-Lufthansa-Flug 7
Am 16. Oktober 1944 wich eine Junkers Ju 52/3mg8e auf dem Deutsche-Lufthansa-Flug 7 vom geplanten Kurs ab und kollidierte etwa 120 km westsüdwestlich von Oslo bei schlechten Sichtbedingungen mit einem Berg. Vorausgegangen war ein Ausfall der Bordfunksysteme, wodurch eine Positionsbestimmung durch Funkpeilung unmöglich wurde. Bei dem Unfall kamen alle 15 Insassen ums Leben.

## Flugzeug
Die 1943 gebaute Junkers Ju-52/3mg8e mit dem Kennzeichen D-ADQV und dem Namen Hermann Stache führte einen Flug von Berlin nach Oslo mit einem Zwischenstopp in Kopenhagen aus. Die Deutsche Lufthansa bezeichnete diese Flugstrecke als Linie 7.

## Flugverlauf
Das Flugzeug startete um 17:50 Uhr vom Flughafen Kopenhagen-Kastrup mit dem Ziel Oslo. Laut Wetterbericht lag auf der gesamten Strecke eine geschlossene Wolkendecke vor, die auf eine Höhe von 300 bis 500 Meter hinabreichte. Zudem regnete es laut Vorhersage über dem Skagerrak. Als die Maschine die Insel Læsø überflog, erfolgte eine Funkpeilung durch die Bodenstationen in Dänemark, bei der eine nur geringe Kursabweichung festgestellt wurde. Zwischen 18:56 und 18:59 Uhr durchgeführte Peilungen zeigten, dass sich das Flugzeug rund 24 Kilometer nordöstlich von Skagen befand. Die Piloten nahmen um 19:06 Uhr Funkkontakt mit der Flugsicherung in Oslo auf und teilten mit, dass die Landung auf dem Flughafen Oslo-Fornebu gegen 20:00 Uhr zu erwarten sei.
Um 19:13 Uhr wurde durch eine norwegische Funkpeilung deutlich, dass der Kurs der Maschine nun erheblich nach Westen abwich. Eine zweite Peilung um 19:18 Uhr zeigte eine leichte Kurskorrektur. Die Besatzung forderte weitere Peilungen der Bodenstationen an, die aber wegen einer zu schwachen Leistung des Bordsenders und aufgrund von atmosphärischen Störungen nicht erfolgen konnten. Auf Wunsch der Piloten wurde um 19:23 Uhr das Funkfeuer in Oslo in Betrieb genommen, um eine Eigenpeilung vornehmen zu können. Fünf Minuten später bat die Besatzung nochmals um die Inbetriebnahme des Funkfeuers. Dies war der letzte Funkkontakt mit dem Flugzeug. Im Anschluss versuchten mehrere Stationen in Dänemark und Norwegen die Besatzung zu rufen. Sie erhielten keine Antwort, obwohl die Maschine ihren Flug für weitere 58 Minuten fortsetzte. Um den Piloten eine visuelle Orientierung zu ermöglichen, wurden die Stadt Oslo sowie mehrere Flugplätze entlang der norwegischen Südküste und in Nordjütland beleuchtet.

## Unfalluntersuchung
Die Piloten verloren nach dem Ausfall der Funkgeräte die Orientierung und flogen wahrscheinlich westlich des Oslofjords nach Norwegen ein. Um 19:32 Uhr wurden von einer Flugmeldestelle nahe Kragerø Geräusche einer sehr niedrig fliegenden Maschine gehört, deren Besatzung weiße Leuchtpatronen abschoss. Das Flugzeug flog auf nordwestlichem Kurs in Richtung Seljord, wo eine Meldestelle am Südufer des Sees Seljordsvatn um 19:59 Uhr ebenfalls Geräusche eines Flugzeugs vernahm, das sich in nordwestlicher Richtung entfernte. Laut Aussage von Einwohnern kreiste die Maschine im Anschluss nördlich von Seljord mit eingeschalteten Landscheinwerfern mehrfach nahe der Ortschaft Flatdal. Das Flugzeug ging danach auf einen südwestlichen Kurs, wodurch es aus nordöstlicher Richtung auf den 1.355 Meter hohen Berg Skorvefjell zuflog. Nach einer ersten Bodenberührung an einem Berghang zerschellte die Maschine um 20:26 Uhr etwa 5 Meter unterhalb des Gipfels. Das Wrack wurde am 19. Oktober 1944 gefunden.
Die Untersuchungskommission sah es als wahrscheinlich an, dass die Piloten davon ausgingen, nahe Oslo zu sein und durch das Einschalten der Scheinwerfer sowie durch das Abfeuern von Leuchtpatronen versuchten, Kontakt mit den Bodenstationen herzustellen.